# Chromolampis
Chromolampis is een geslacht van rechtvleugeligen uit de familie Romaleidae. De wetenschappelijke naam van dit geslacht is voor het eerst geldig gepubliceerd in 1977 door Descamps.

## Soorten
Het geslacht Chromolampis omvat de volgende soorten:
- Chromolampis nigromaculata Descamps & Amédégnato, 1970
- Chromolampis ornatipes Bruner, 1907